# Peckia volucris
Peckia volucris är en tvåvingeart som först beskrevs av Wulp 1896.  Peckia volucris ingår i släktet Peckia och familjen köttflugor. Inga underarter finns listade i Catalogue of Life.